# Кентрон
40°10′41″ пн. ш. 44°30′47″ сх. д. / 40.178055555556° пн. ш. 44.513055555556° сх. д.
Кентрон (вірм. Կենտրոն վարչական շրջան, трансліт. Кентрон варч'акан шр'ян) — один із 12 районів Єревана, столиці Республіки Вірменії. Він охоплює центр міста та комерційний центр. За даними перепису населення 2011 року, на території району проживали 125 453.
Кентрон межує з районами Ачапняк і Малатія-Себастія на заході, Шенгавітом і Еребуні на півдні, Нор-Норком на сході та Арабкіром і Канакер-Зейтуном на півночі. Ріка Раздан протікає через західну частину району.

## Етимологія
Вірменське слово «кентрон» (вірм. Կենտրոն) буквально означає «центр» і має те саме етимологічне коріння як аналогічне слово в українській мові, тобто через давньогрецьке «κέντρον». Його західновірменський відповідник — «ґетрон» (вірм. կեդրոն).

## Парки
- Англійський парк
- Дитячий парк
- Дитячий парк і залізниця Абовяна
- Цицернакабердський парк
- Кільцевий парк
- Парк закоханих
- Парк Мартіроса Саряна
- Парк Комітаса
- Парк Шаумяна
- Пару Місака Манучяна
- Парк імені Туманяна

## Релігія
- Церква Сурб Зоравор Аствацацин
- Церква Сурб Саркіс
- Церква Святої Богородиці Катогіке
- Церква Сурб Ованес Мкртич
- Катедральний собор Святого Григорія Просвітителя
- Церква Святої Анни
- Блакитна мечеть

## Культура
- Національна бібліотека Вірменії
- Національна галерея Вірменії
- Вірменський театр опери та балету імені О. А. Спендіарова
- Театр імені Сундукяна
- Театр музичної комедії імені Акопа Пароняна
- Єреванський російський драматичний театр імені Констянтина Станіславського
- Єреванський державний ляльковий театр імені Ованеса Туманяна
- Зал камерної музики імені Комітаса
- Матенадаран
- Національний історичний музей Вірменії
- Центр мистецтв Гафесчяна
- Музей історії Єревана
- Цицернакаберд
- Дім-музей Сергія Параджанова
- Дім-музей Арама Хачатуряна
- Національна дитяча бібліотека імені Хнко-Апера
- Центральна бібліотека Аветіка Ісахакяна
- Вірменський центр сучасного експериментального мистецтва

### Розваги
- Кінотеатр «Москва»
- Кінотеатр «Наїрі»
- Єреванський цирк
- Єреванський Каскад
- Єреванський Вернісаж

## Промисловість
- Єреванський винний завод
- Єреванський коньячний завод
- Машинобудівний завод «Electro-House»

## Заклади освіти
- Єреванський державний університет
- Національний університет архітектури й будівництва Вірменії
- Єреванська державна консерваторія імені Комітаса
- Вірменський державний педагогічний університет
- Єреванський державний медичний університет ім. Мхітара Гераци
- Вірменський державний інженерний університет
- Єреванський державний лінгвістичний університет ім. В. Я. Брюсова
- Вірменський державний економічний університет
- Національна академія наук Республіки Вірменії